# Умови експлуатації
Умо́ви експлуата́ції — сукупність факторів, що діють на виріб при його експлуатації і впливають на функціювання й працездатність цього виробу.
Відповідно до діапазону й ступеня впливу факторів умови експлуатації поділяються на: нормальні, робочі і граничні.
Нормальні умови (НУ) експлуатації — сукупність факторів, що встановлені нормативно-технічною документацією як номінальні; у таких умовах похибки обладнання близькі до нормативних, що можуть бути визначені й гарантуватися. Ці умови є базою, відносно якої виявляються зміни властивостей виробу в інших умовах. Зазвичай це параметри:
- температура — +25 °C ± 10 °C;
- атмосферний тиск — 750 ± 30 мм рт. ст.;
- відносна вологість — 65 ± 15%.

Нормальними умовами експлуатації засобів автоматизації за ГОСТ 12997-84 та ГОСТ 23222-88 вважаються:
- температура навколишнього повітря — +20 °C;
- відносна вологість повітря при температурі 20 °С — від 45 до 75%;
- атмосферний тиск — від 86 до 106 кПа (від 630 до 800 мм рт.ст.).

Номінальні значення нормальних умов при повірці вимірювальних приладів за ГОСТ 8.303-80:
- температура навколишнього повітря — +20 °C ± 5 °С;
- відносна вологість повітря при температурі 20 °С — 65 ± 15%;
- атмосферний тиск — 100 ± 4 кПа (750 ± 30 мм рт. ст.).

Допускаються відхилення від номінальних значень, якщо вони збільшують похибку засобу вимірювання не більше ніж на 35% від границі допустимої основної похибки.
За нормальні значення кліматичних факторів навколишнього середовища при випробуваннях виробів (нормальні кліматичні умови випробувань) приймають наступні ГОСТ 15150-69:
- температура — +25 ± 10 °С;
- відносна вологість повітря — 45 — 80%;
- атмосферний тиск — 84,0 — 106,7 кПа (630–800 мм рт. ст.);

якщо в стандартах на окремі групи виробів не прийнято інших меж, обумовлених специфікою виробу.
Робочі умови експлуатації — сукупність факторів, межі яких нормують (регламентують, гарантують) характеристики показників якості виробів, зазначених у технічних умовах та іншій технічній документації.
Граничні умови експлуатації характеризують екстремальні значення факторів, за яких вироби витримують навантаження без руйнування й погіршення якості.